# Sequeira (Uruguai)
Sequeira és una localitat de l'Uruguai ubicada al sud del departament d'Artigas, sobre el límit amb Salto. És una població rural i ramadera.
Es troba a 99 metres sobre el nivell del mar.
| 1963 | 1975 | 1985 | 1996 | 2004    |
| ---- | ---- | ---- | ---- | ------- |
| 890  | 802  | 650  | 877  | {{{5}}} |

## Història
El nom del poblat té origen en el missioner guaraní Ramón Sequeira, el qual es va sublevar contra el govern de Fructuoso Rivera, el 1832. Rivera pretenia reduir el nombre d'amerindis de la zona, mentre que Sequeira s'hi va opoosar i, finalment, va resultar ferit de mort.
El 1987, un tornado va destruir les precàries cases de fusta. El poble va ser reconstruït totalment amb edificacions més sòlides i fortes. D'un costat se situen les construccions públiques i de l'altre els habitatges privats i els comerços.